# Ignacio Arriola Haro
Ignacio Igor Arriola Haro fue un dramaturgo mexicano.

## Biografía
Ignacio Arriola Haro nació y murió en Guadalajara, el 26 de enero de 1930 y el 12 de octubre de 1990, respectivamente. Cursó la primaria en el Colegio Unión. Estudió la secundaria y el bachillerato con los jesuitas del Instituto de Ciencias, en su ciudad natal. En 1964 obtuvo una beca concedida por el gobierno de Jalisco, cuando Juan Gil Preciado era gobernador, para estudiar cine, teatro y televisión en Italia, en 1964 y 1965.
Fue discípulo moral de Efraín González Luna. Hacia 1966 optó por abandonar el Partido Acción Nacional, luego de considerar que esa entidad política se había desviado de los ideales que le habían dado origen.
En 1967 fue titular del Departamento Cultural de la Universidad Autónoma de Querétaro. En 1970 fue nombrado director del Departamento de Actividades Estéticas de la Universidad de Guadalajara, del cual dependía el Ballet Folclórico que por esos años alcanzó grandes éxitos.
De 1973 a 1989 fue director fundador del Cine-Club de la Universidad, y de 1974 al 31 de marzo de 1989 fue subdirector de Radio Universidad de Guadalajara.
Como autor de obras pertenecientes al teatro del absurdo, sus personajes salen de su mundo real para crear su propio cosmos.

## Obras

### Teatro
- Seis piezas teatrales. Departamento de Bellas Artes del Gobierno del Estado de Jalisco. Guadalajara. 1974
- La Vía Láctea. Dirección General de Difusión Cultural de la UNAM. Ciudad de México. 1979
- Ignacio Arriola Haro. Teatro (antología póstuma). Prólogo de Olga Martha Peña Doria. Colección Lo fugitivo permanece y dura. Secretaría de Cultura de Jalisco/Fondo de Cultura Económica/Universidad de Guadalajara. Ciudad de México/Guadalajara. 1998[5][6]

### Poesía
- Fuente mortal. Secretaría de Cultura de Jalisco. Colección Lo fugitivo permanece y dura. Guadalajara. Guadalajara. 1988[2]